# 吉原毎文
吉原 毎文（よしはら つねぶみ、1947年5月15日 - ）は、日本の実業家、馬主。
東京証券取引所第1部上場企業である東京鐵鋼株式会社の代表取締役会長を務める。

## 経歴
1973年5月、父の創業した東京鐵鋼に入社。1988年6月に同社の代表取締役副社長に就任したのち1992年6月より2024年まで代表取締役社長。同年6月より代表取締役会長となった。

## 馬主活動

ラッキーフィールドの勝負服

ラッキールーラなどの馬主として知られた父・貞敏と同じく、日本中央競馬会（JRA）に登録する馬主として知られる。勝負服の柄は黄、青一本輪、青袖で、冠名には「エア」を用いるが、いずれも父から受け継いだものである。名義は1997年より法人の「株式会社ラッキーフィールド」であるが、会社名は自身の姓（吉＝Lucky、原＝Field）に由来する。
冠名「エア」は、毎文の長男が考えたもので、バスケットボール選手のマイケル・ジョーダンとその愛称「エア」を組み合わせたエアジョーダンが初の「エア」を冠する馬であった。
岡部幸雄の大ファンであったという。

## 主な所有馬

### GI級競走優勝馬
- エアグルーヴ（1995年阪神3歳牝馬ステークス2着、1996年優駿牝馬、チューリップ賞、1997年天皇賞・秋、札幌記念、マーメイドステークス、ジャパンカップ2着、有馬記念3着、1998年産経大阪杯、札幌記念、ジャパンカップ2着、宝塚記念3着、エリザベス女王杯3着）
- エアジハード（1998年富士ステークス、1999年安田記念、マイルチャンピオンシップ、天皇賞・秋3着）
- エアシャカール（2000年皐月賞、菊花賞、東京優駿2着）
- エアメサイア（2005年秋華賞、ローズステークス、優駿牝馬2着、2006年ヴィクトリアマイル2着）

### 重賞競走優勝馬
- エアガッツ（1996年朝日杯3歳ステークス3着、1997年ラジオたんぱ賞）
- エアウイングス（1997年阪神牝馬特別）
- エアデジャヴー（1998年クイーンステークス、優駿牝馬2着、桜花賞3着、秋華賞3着）
- エアスマップ（2001年オールカマー）
- エアザイオン（1998年クイーンステークス）
- エアピエール（2003年佐賀記念）
- エアトゥーレ（2001年阪神牝馬ステークス、2002年モーリス・ド・ゲスト賞2着）
- エアエミネム（2001年神戸新聞杯、札幌記念、菊花賞3着、2003年函館記念、オールカマー）
- エアセレソン（2005年新潟大賞典）
- エアシェイディ（2008年アメリカジョッキークラブカップ、有馬記念3着、2009年有馬記念3着）
- エアジパング（2008年ステイヤーズステークス）
- エアパスカル（2008年チューリップ賞）
- エアソミュール（2014年鳴尾記念、毎日王冠）
- エアハリファ（2015年根岸ステークス）
- エアアンセム（2018年函館記念）
- エアスピネル（2015年デイリー杯2歳ステークス、朝日杯フューチュリティステークス2着、2016年菊花賞3着、2017年京都金杯、富士ステークス、マイルチャンピオンシップ2着、2021年フェブラリーステークス2着）
- エアウィンザー（2018年チャレンジカップ）
- エアアルマス（2020年東海ステークス）

### その他の所有馬
- エアダブリン（貞敏の没後に名義変更）

## 主な表彰馬
JRA賞
- 年度代表馬

エアグルーヴ（1997年）
- 最優秀3歳牡馬

エアシャカール（2000年）
- 最優秀4歳以上牝馬

エアグルーヴ（1997年）
- 最優秀短距離馬

エアジハード（1999年）
- 最優秀父内国産馬

エアジハード（1999年）